# Circuito di Digione
Il circuito di Digione è un circuito automobilistico situato a Prenois, un sobborgo della città di Digione, nella regione francese della Borgogna. Ha ospitato cinque edizioni del Gran Premio di Francia di Formula 1 (nel 1974, nel 1977, nel 1979, nel 1981 e nel 1984) e il Gran Premio di Svizzera di Formula 1 nel 1982.

## Storia

### Le origini
Nel 1968 François Chambelland lanciò il progetto "Stade Automobile à Dijon", che l'anno seguente si avvalse della collaborazione di François Cevert e Jean-Pierre Beltoise per la progettazione dell'impianto. L'autodromo fu inaugurato il 26 maggio 1972 nella configurazione iniziale di 3,289 km, con la prima gara, una prova del Campionato europeo prototipi, che si svolse il successivo 4 giugno.

### L'epoca della Formula 1

La configurazione di 3.289 metri utilizzata nel 1974.

La prima gara di Formula 1 venne disputata nel 1974. Era il sesto circuito diverso a ospitare un'edizione del Gran Premio di Francia, valida quale prova del campionato del mondo. La gara si disputò nella configurazione originale del tracciato, con tempi di percorrenza vicini al minuto, tanto che vi furono problemi di traffico tra i piloti di testa e i doppiati. Niki Lauda criticò il tracciato, definendolo "stupido", perché non permetteva di creare grossi distacchi, pur meglio preparando la vettura. S'iscrissero alla gara 30 piloti, ma viste le condizioni del tracciato, la Formula 1 Costructors' Association, associazione che riuniva i costruttori britannici, chiese di ammettere soli 22 piloti alla gara, richiesta che venne accolta.
L'anno seguente il circuito venne allungato fino a 3.801 metri mediante l'inserimento della curva "Parabolique" e il ritocco di altre curve.
Nel 1979 la pista fu teatro di un evento epocale per la Formula 1; Jean-Pierre Jabouille su Renault vinse il primo gran premio con una monoposto dotata di un motore turbo, ma la folla francese fu entusiasmata da uno spettacolarissimo duello tra Gilles Villeneuve su Ferrari e René Arnoux su Renault. I due battagliarono negli ultimi tre giri per conquistare la piazza d'onore, in uno dei momenti più esaltanti della storia della Formula 1; tra ruote fumanti, frenate mozzafiato, curve percorse l'uno a fianco all'altro e contatti ad alta velocità, Villeneuve riuscì a spuntarla sul francese, ma entrambi vennero celebrati dal pubblico.

### Gli anni seguenti
Sebbene la Formula 1 non sia più tornata a Digione dal 1984, il tracciato è oggi utilizzato per gare minori e da categorie automobilistiche della Svizzera che non possono gareggiare nello Stato elvetico a causa di un divieto tuttora in vigore. L'11 ottobre 2009 sul circuito si è corsa la nona e penultima gara del campionato DTM.